# (23738) 1998 JZ1
1998 جاي زد 1 (ويعرف أيضًا باسم (23738) 1998 جاي زد 1 وفق تسمية الكوكب الصغير) (بالإنجليزية: 1998 JZ1)‏ هو كويكب ضمن حزام الكويكبات؛ وترتيبه 23738 من حيث الاكتشاف.
اكتُشف هذا الجُرم الفلكي بواسطة تعقب الأجرام القريبة من الأرض في 1 مايو 1998.

## وصلات خارجية
- (23738) 1998 JZ1 في قاعدة بيانات مختبر الدفع النفاث لأجرام النظام الشمسي الصغيرة

- الاكتشاف · مخطط المدار ·  العناصر المدارية · المعلمات المادية

- (23738) 1998 JZ1 على موقع ويكي سكاي: DSS2, SDSS, GALEX, IRAS, Hydrogen α, X-Ray, Astrophoto, Sky Map, Articles and images